# Teledoc
Teledoc is een documentaireserie van de Nederlandse Publieke Omroep. Het wordt gefinancierd door de publieke omroep, CoBO en het Nederlands Fonds voor de Film. Een teledoc duurt 70 tot 90 minuten, kost ongeveer 300.000 euro en is een coproductie tussen een omroep en een producent. De documentaires worden uitgezonden op prime time en hebben een Nederlands onderwerp of duidelijk Nederlandse link. De serie bestaat sinds 2009 .

## Afleveringen
De lijst van afleveringen:
| Uitzenddatum      | Titel               | Onderwerp                       | Omroep | Producent                               | Regisseur                  | Verkoop |
| ----------------- | ------------------- | ------------------------------- | ------ | --------------------------------------- | -------------------------- | ------- |
| 25 december 2009  | Beatrix, Majesteit  | Beatrix der Nederlanden         | Human  | De Familie                              | Michiel van Erp            |         |
| 18 mei 2010       | Dichter bij Tanja   | Tanja Nijmeijer                 | IKON   | Pieter van Huystee Film                 | Leo de Boer                | Vtm     |
| 5 september 2010  | Foute vrienden      | penose                          | NTR    |                                         | Roy Dames                  |         |
| 12 september 2010 | Wilders, the movie  | Geert Wilders                   | VPRO   | Pieter van Huystee Film, RedRebel Films | Joost van der Valk         | BBC     |
| 4 januari 2011    | Hallelujah          | Het Urker Mannenkoor Hallelujah | VPRO   |                                         | Kees Brouwer               |         |
| 25 april 2011     | Nederwiet de moevie | Nederwiet                       | NCRV   | IDTV                                    | Maaik Krijgsman, Hans Pool |         |